# Riviera Palace (Beausoleil)
Pour les articles homonymes, voir Riviera Palace.
Le Riviera Palace est un ancien hôtel situé avenue du Professeur-Langevin et rue du Riviera-Palace à Beausoleil, dans le département des Alpes-Maritimes, en France.

## Histoire
Le Riviera Palace a été construit à Beausoleil, pour le compte de la Compagnie des wagons-lits par l'architecte Georges Chedanne. Il se présente dans un style éclectique italianisant de la Belle Époque avec façades ocre et balustrades de majolique bleue. Son jardin d’hiver reste des plus réputés avec sa verrière, rocailles et plantes subtropicales. La verrière a été conçue et réalisée par l'entreprise de Gustave Eiffel.
Un chemin de fer à crémaillère reliait à l'origine l'hôtel au Casino.
L'hôtel a servi d'hôpital militaire auxiliaire pendant la Première Guerre mondiale.
L'hôtel a été transformé en appartements en copropriété.

## Protection du patrimoine
Le Riviéra Palace a été inscrit au titre des monuments historiques par arrêté du 14 décembre 1989.